# Европско првенство у атлетици у дворани 1974 — 800 метара за жене
Такмичење у трци на 800 метара у женској конкуренцији на 5. Европском првенству у атлетици у дворани 1974. одржано је 9. и 10. марта 1974. године у дворани Скандинавијум у Гетеборгу, (Шведска).
Титулу освојену у Ротердаму 1973. није бранила Стефка Јорданова из Бугарске.

## Земље учеснице
Учествовало је 13 атлетичарки из 8 земаља.
1. Бугарска (3)
2. Западна Немачка (1)
3. Источна Немачка (2)
4. Норвешка (1)
5. Пољска (2)
6. Совјетски Савез (2)
7. Уједињено Краљевство (1)
8. Шведска (1)

## Рекорди
| Рекорди пре почетка Европског првенства у дворани 1974.     | Рекорди пре почетка Европског првенства у дворани 1974. | Рекорди пре почетка Европског првенства у дворани 1974. | Рекорди пре почетка Европског првенства у дворани 1974. | Рекорди пре почетка Европског првенства у дворани 1974. | Рекорди пре почетка Европског првенства у дворани 1974. |
| ----------------------------------------------------------- | ------------------------------------------------------- | ------------------------------------------------------- | ------------------------------------------------------- | ------------------------------------------------------- | ------------------------------------------------------- |
| Светски рекорд                                              | Мери Декер-Слејни                                       | Сједињене Државе                                        | 2:01,8                                                  | Сан Дијего, САД                                         | 17. фебруар 1974.                                       |
| Европски рекорд                                             | Стефка Јорданова                                        | Бугарска                                                | 2:02,65                                                 | Ротердам, Холандија                                     | 21. март 1973.                                          |
| Рекорди европских првенстава                                | Стефка Јорданова                                        | Бугарска                                                | 2:02,65                                                 | Ротердам, Холандија                                     | 21. март 1973.                                          |
| Рекорди после завршеног Европског првенства у дворани 1973. |                                                         |                                                         |                                                         |                                                         |                                                         |
| Европски рекорд                                             | Елжбјета Католик                                        | Пољска                                                  | 2:02,38                                                 | Гетеборг, Шведска                                       | 10. март 1974.                                          |
| Рекорди европских првенстава                                | Елжбјета Католик                                        | Пољска                                                  | 2:02,38                                                 | Гетеборг, Шведска                                       | 10. март 1974.                                          |

## Освајачи медаља
|                         |                                    |                                    |
| Елжбјета Католик Пољска | Гизела Еленбергера Западна Немачка | Гунхилд Хофмајстер Источна Немачка |

## Резултати

### Квалификације
Такмичарке су биле подељене у две полуфиналне групе, прва са 7, а друга 6 такмичарки. За финале су се пласирала по 3 првопласиране из обе групе (КВ).
| Место | Група | Атлетичарка          | Земља                | Резултат | Белешка  |
| ----- | ----- | -------------------- | -------------------- | -------- | -------- |
| 1.    | 2     | Елжбјета Католик     | Пољска               | 2:04,05  | КВ       |
| 2.    | 1     | Гизела Еленбергер    | Западна Немачка      | 2:04,31  | ЌВ'      |
| 3.    | 2     | Гунхилд Хофмајстер   | Источна Немачка      | 2:05,26  | КВ       |
| 4.    | 1     | Лилијана Томова      | Бугарска             | 2:05,34  | ЌВ'      |
| 5.    | 2     | Розмари Рајт         | Уједињено Краљевство | 2:05.90  | ЌВ, НРд' |
| 6.    | 1     | Валентина Герасимова | Совјетски Савез      | 2:06.10  | ЌВ'      |
| 7.    | 2     | Гунила Линд          | Шведска              | 2:07,49  |          |
| 8.    | 1     | Анта Бакурски        | Источна Немачка      | 2:07,63  |          |
| 9.    | 2     | Росица Пехливанова   | Бугарска             | 2:10,63  |          |
| 10.   | 1     | Јоланта Јанухта      | Пољска               | 2:11,67  |          |
| 11.   | 1     | Осе Свиншолт         | Норвешка             | 2:13,75  |          |
| 12    | 1     | Николина Штерева     | Бугарска             | НЗ       |          |
| 12    | 2     | Нијеле Разијене      | Совјетски Савез      | НЗ       |          |

### Финале
| Пласман | Атлетичарка          | Земља                | Резултат | Белешка   |
| ------- | -------------------- | -------------------- | -------- | --------- |
|         | Елжбјета Католик     | Пољска               | 2:02,38  | ЕРд, РЕПд |
|         | Гизела Еленбергер    | Западна Немачка      | 2:02,84  | НРд       |
|         | Гунхилд Хофмајстер   | Источна Немачка      | 2:02,59  | НРд       |
| 4.      | Розмари Рајт         | Уједињено Краљевство | 2:05,19  | НРд       |
| 5.      | Валентина Герасимова | Совјетски Савез      | 2:10,76  |           |
| 6.      | Лилијана Томова      | Бугарска             | НЗ       |           |

## Укупни биланс медаља у трци на 800 метара за жене после 5. Европског првенства у дворани 1970—1974.
|    | Земља                |   |   |   |    |
| -- | -------------------- | - | - | - | -- |
| 1. | Источна Немачка      | 1 | 1 | 1 | 3  |
| 2. | Западна Немачка      | 1 | 1 | 0 | 2  |
| 3, | Пољска               | 1 | 0 | 2 | 3  |
| 4. | Бугарска             | 1 | 0 | 1 | 2  |
| 5. | Аустрија             | 1 | 0 | 0 | 1  |
| 6. | Румунија             | 0 | 2 | 0 | 2  |
| 7. | Совјетски Савез      | 0 | 1 | 0 | 1  |
| 8. | Уједињено Краљевство | 0 | 0 | 1 | 1  |
|    | Укупно {8}           | 5 | 5 | 5 | 15 |

|    | Атлетичар          | Земља           |   |   |   |   |
| -- | ------------------ | --------------- | - | - | - | - |
| 1. | Гунхилд Хофмајстер | Источна Немачка | 1 | 1 | 0 | 2 |
| 2. | Елжбјета Католик   | Источна Немачка | 1 | 1 | 0 | 2 |
| 3. | Иљана Силаи        | Румунија        | 0 | 2 | 0 | 2 |